# Old Woughton
Old Woughton est une paroisse civile et un village du Buckinghamshire, en Angleterre.